# Presidente da Namíbia
O presidente da Namíbia é o chefe de estado da República da Namíbia. O cargo foi criado em 1990, após a Namíbia se tornar independente da África do Sul. Atualmente o cargo é ocupado por Netumbo Nandi-Ndaitwah.

## Limites de prazos
A partir de 2021, há um limite de dois mandatos para o presidente na Constituição da Namíbia. O primeiro presidente para quem os limites de mandato se aplicaram foi Hifikepunye Pohamba, em 2015.

## Sucessão
Se a presidência ficar vaga e o presidente estiver impossibilitado de exercer as funções, então os seguintes funcionários estão alinhados para a sucessão para o mandato presidencial restante:
1. Vice-Presidente da Namíbia
2. Primeiro-Ministro da Namíbia
3. Vice-Primeiro-Ministro da Namíbia
4. uma pessoa nomeada pelo Gabinete.

Antes de a Constituição ser alterada em 2014 para adicionar o cargo de vice-presidente, o primeiro-ministro era o primeiro na linha de sucessão.

## Lista de ocupantes de cargos
| No. | Nome (Nascimento-Morte)                  | Eleito         | Duração do mandato  | Duração do mandato                        | Duração do mandato | Partido político |
| No. | Nome (Nascimento-Morte)                  | Eleito         | Tomou posse         | Deixou o cargo                            | Tempo no cargo     | Partido político |
| --- | ---------------------------------------- | -------------- | ------------------- | ----------------------------------------- | ------------------ | ---------------- |
| 1   | Sam Nujoma (1929–2025)                   | 1989 1994 1999 | 21 de Março de 1990 | 21 de Março de 2005                       | 15 anos            | SWAPO            |
| 2   | Hifikepunye Pohamba (nascido em 1935)    | 2004 2009      | 21 de Março de 2005 | 21 Março 2015                             | 10 anos            | SWAPO            |
| 3   | Hage Geingob (1941–2024)                 | 2014 2019      | 21 Março 2015       | 4 de fevereiro de 2024 (morreu no cargo). | 8 anos, 320 dias   | SWAPO            |
| 4   | Nangolo Mbumba (nascido em 1941)         |                | 4 Fevereiro 2024    | 21 Março 2025                             | 1 ano, 45 dias     | SWAPO            |
| 3   | Netumbo Nandi-Ndaitwah (nascido em 1952) | 2024           | 21 Março 2025       | presente                                  |                    | SWAPO            |